# Neuenkirchen (Meseta de lagos de Mecklemburgo)
Neuenkirchen es un municipio situado en el distrito de Meseta de lagos de Mecklemburgo, en el estado federado de Mecklemburgo-Pomerania Occidental (Alemania), a una altitud de 65 metros. Su población a finales de 2016 era de 1100 habs. y su densidad poblacional, 50 hab/km².